# Фортунаго
Фортунаго, Фортунаґо (італ. Fortunago) — муніципалітет в Італії, у регіоні Ломбардія,  провінція Павія.
Фортунаго розташоване на відстані близько 430 км на північний захід від Рима, 65 км на південь від Мілана, 30 км на південь від Павії.
Населення — 384 особи (2014).

## Демографія
Населення за роками:

Станом на 1 січня 2023 року в муніципалітеті офіційно проживало 45 іноземців з 12 країн, серед них 29 громадян країн Євросоюзу та 5 громадян України.

## Сусідні муніципалітети
- Борго-Пріоло
- Боргоратто-Мормороло
- Монтезегале
- Руїно
- Валь-ді-Ніцца